# Pichorowice (gromada)
Pichorowice – dawna gromada, czyli najmniejsza jednostka podziału terytorialnego Polskiej Rzeczypospolitej Ludowej w latach 1954–1972.
Gromady, z gromadzkimi radami narodowymi (GRN) jako organami władzy najniższego stopnia na wsi, funkcjonowały od reformy reorganizującej administrację wiejską przeprowadzonej jesienią 1954 do momentu ich zniesienia z dniem 1 stycznia 1973, tym samym wypierając organizację gminną w latach 1954–1972.
Gromadę Pichorowice z siedzibą GRN w Pichorowicach utworzono – jako jedną z 8759 gromad na obszarze Polski – w powiecie średzkim w woj. wrocławskim, na mocy uchwały nr 27/54 WRN we Wrocławiu z dnia 2 października 1954. W skład jednostki weszły obszary dotychczasowych gromad Pichorowice, Drogomiłowice, Łagiewniki Średzkie, Pielaszkowice i Sokolniki ze zniesionej gminy Udanin w tymże powiecie. Dla gromady ustalono 11 członków gromadzkiej rady narodowej.
1 stycznia 1960 gromadę zniesiono, a jej obszar włączono do gromad: Udanin (wsie Pielaszkowice i Sokolniki) i Ujazd Górny (wsie Drogomiłowice, Pichorowice i Łagiewniki Średzkie) w tymże powiecie.